# Mertensophryne micranotis
Mertensophryne micranotis és una espècie d'amfibi que viu a Kenya i Tanzània.
Està amenaçada d'extinció per la pèrdua del seu hàbitat natural.